# 表演时刻
《表演时刻》（英語：Talentime）是2009年雅斯敏·阿莫编导的一部马来西亚电影。内容讲述在一场校园表演的前后，几位不同族裔的中学生所走过的喜怒哀乐成长过程。其中印裔学生马赫士（Mahesh）的叔叔在一场意外中丧生；马来裔学生哈菲斯（Hafiz）的母亲在医院中久病不起；而马英混血学生茉莉（Melur）则遇上了让她心动的马赫士。在他们周边发生了一连串马来西亚常见的社会问题，而他们惟能慢慢地学习如何去面对。

## 剧情
马来西亚某中学举办才艺表演比赛，来自不同背景的哈菲斯（Mohd Syafie Naswip）、茉莉（Pamela Chong）、家豪（Howard Hon Ka Hoe）等成功入围决赛，而有言语障碍的马赫士（Mahesh Jugal Kishor）则被校方安排载送茉莉出席赛前彩排。在接触的过程中，茉莉和马赫士谱出恋曲，但因前者来自回教家庭，所以他们的恋情遭到马赫士母亲（Sukania Venugopal）的反对。另一方面，来自单亲家庭的哈菲斯在校内成绩优越，招来家豪的嫉妒，他在化解同学间的矛盾之余，也必须照顾卧病在床的老母亲。这几位青年男女陷在亲情、爱情和友情的漩涡中，慢慢学习着如何去面对残酷的现实世界。

## 影展与奖项
在第22届马来西亚电影展（FFM）中，《表演时刻》大放异彩，获得11项提名，最后夺得5个奖项，包括最佳导演、最佳编剧、最佳男配角等。另外，这部电影也曾在香港、台北等国际电影节上放映。

## 外部衔接
- 互联网电影数据库（IMDb）的表演时刻 （页面存档备份，存于）。
- 《表演时刻》预告片 （页面存档备份，存于），上载于Youtube。